# Amaranthus powellii
Espèce
L'Amarante de Powell (Amaranthus powellii) est une espèce de plantes dicotylédones de la famille des Amaranthaceae, originaire d'Amérique du Nord.
C'est une plante herbacée annuelle qui croît dans les friches et les cultures. C'est une mauvaise herbe des cultures, notamment de maïs et de soja, dont des populations résistantes à certains herbicides sont apparues depuis la fin des années 1970 tant en Amérique du Nord qu'en Europe.

## Description
Amaranthus powellii est une plante herbacée annuelle monoïque, généralement glabre sous l'inflorescence, pouvant atteindre 1 m de haut (voire 1,5 m), aux tiges habituellement dressées, vertes ou parfois pourpre rougeâtre, assez ramifiée.
Les feuilles, alternes, ont un pétiole sensiblement aussi long que le limbe. Le limbe foliaire, au bord entier, de forme rhombique-ovale à lancéolée, fait 4 à 8 cm de long sur 2 à 3 cm de large,.
Les inflorescences sont généralement terminales et composées d'épis, terminaux ou axillaires, dressés et raides, allant jusqu'à 15 cm de long, vert argenté, parfois teintés de rouge. Ces épis sous-tendus par plusieurs bractées linéaires-lancéolées de 2,5 à 5 mm de long, regroupent de très nombreuses fleurs femelles (pistillées) et mâles ((staminées).
Les fleurs pistillées ont de 3 à 5 tépales (ou sépales) inégaux, les tépales extérieurs sont sensiblement elliptiques, de 1,5 sur 3,5 mm. Le style compte trois stigmates.
Les fleurs staminées sont groupées à l'extrémité des ramifications de l'inflorescence. Elles comptent de 3 à 5 tépales et 3 à 5 étamines.
Les fruits secs sont des utricules subglobuleux ou ovoïdes comprimés, de 2 à 3 mm, à déhiscence régulièrement circumscissile, contenant chacun une seule graine.
Les graines, lisses, brillantes, noires, subglobuleuses à lenticulaire, ont de 1 à 1,4 mm de diamètre,.

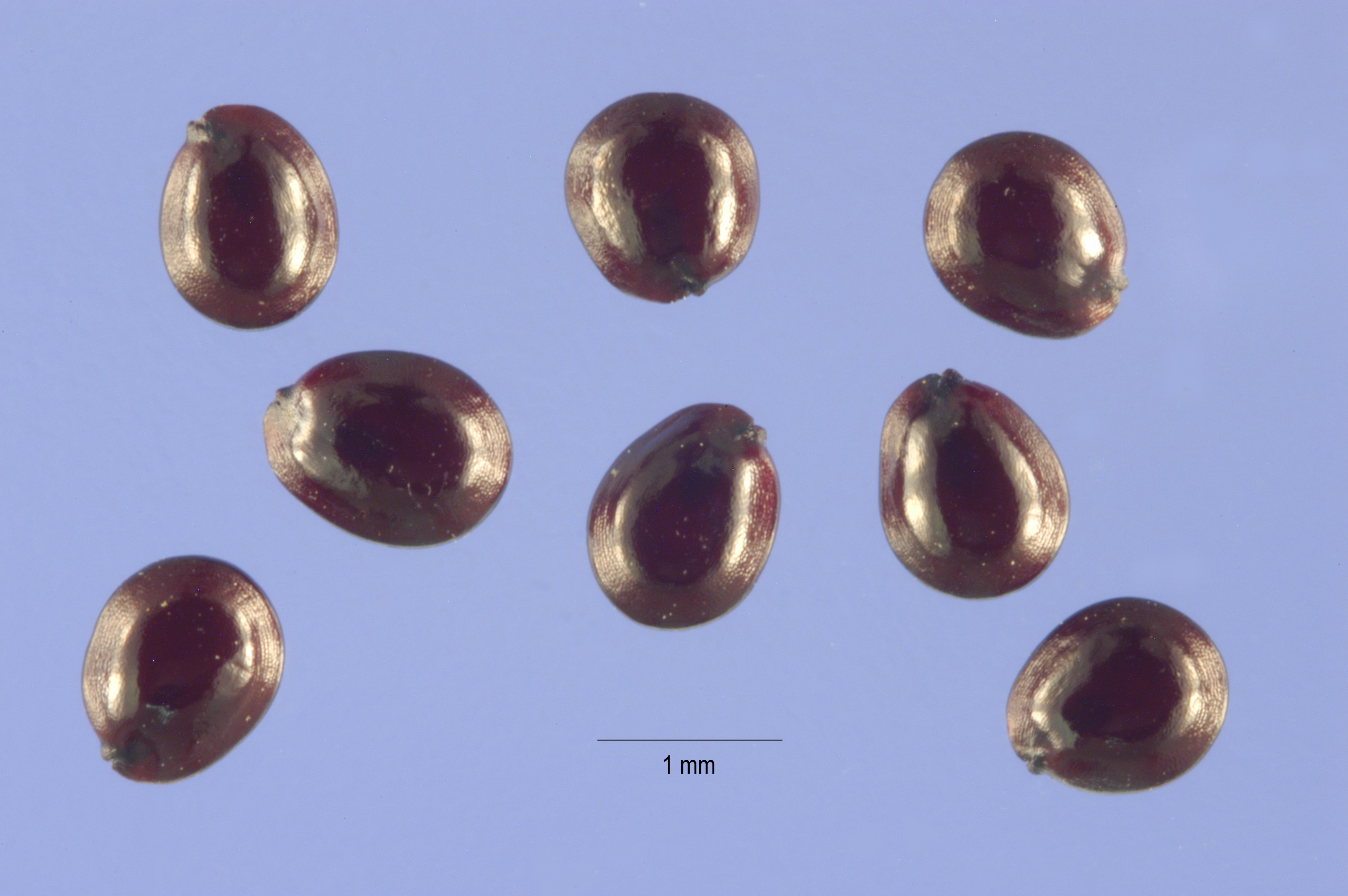
Graines.
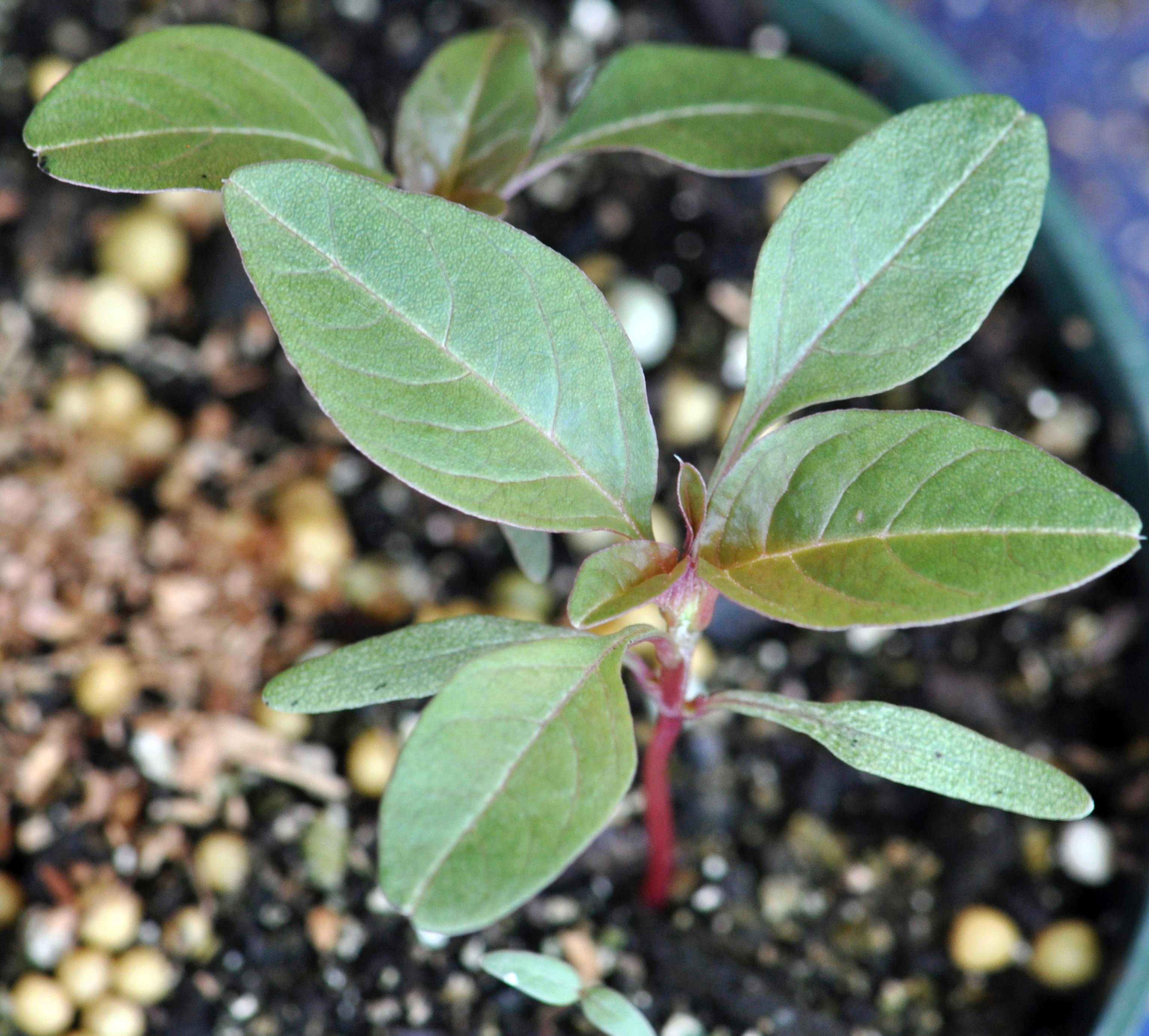
Plantule.
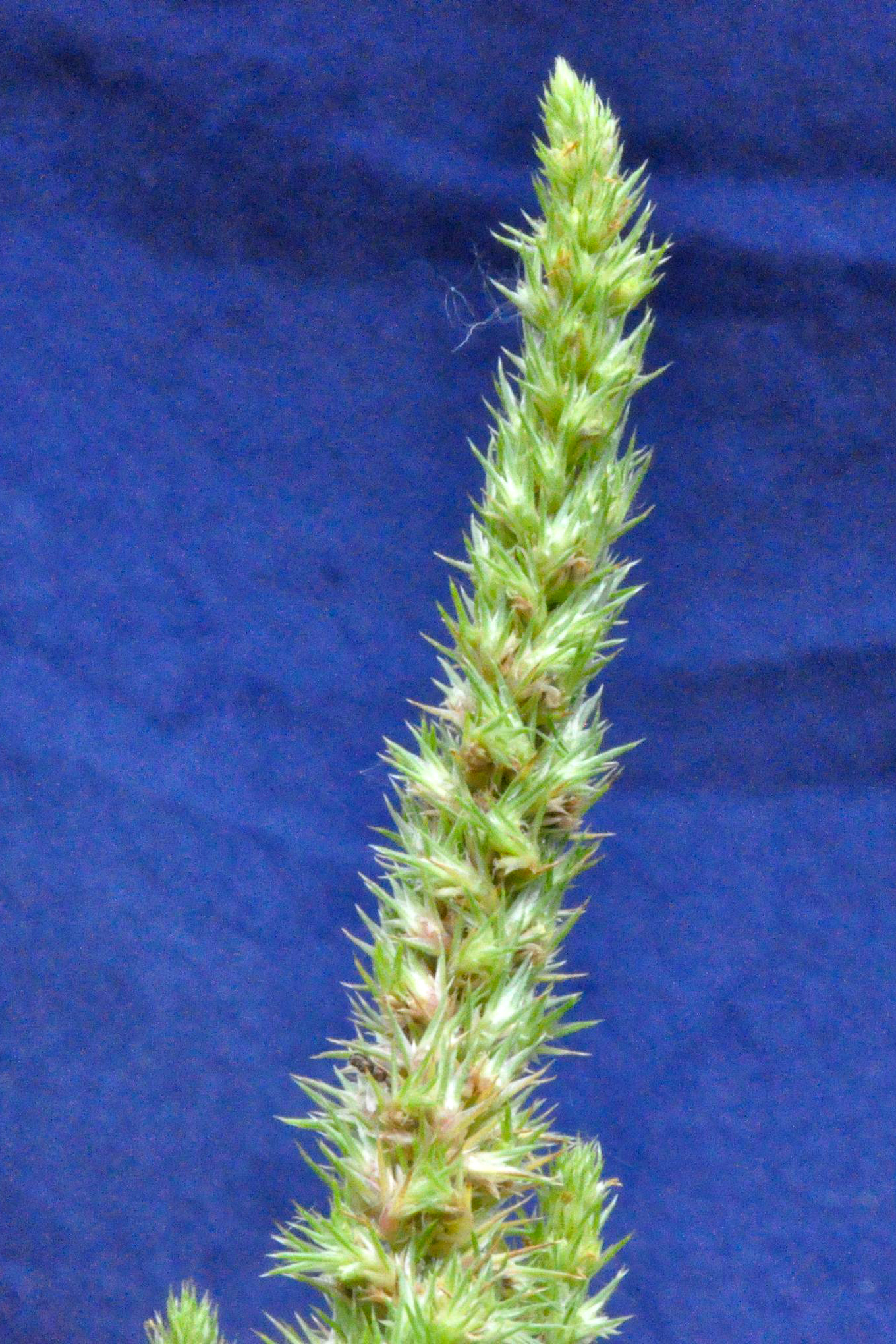
Inflorescence.
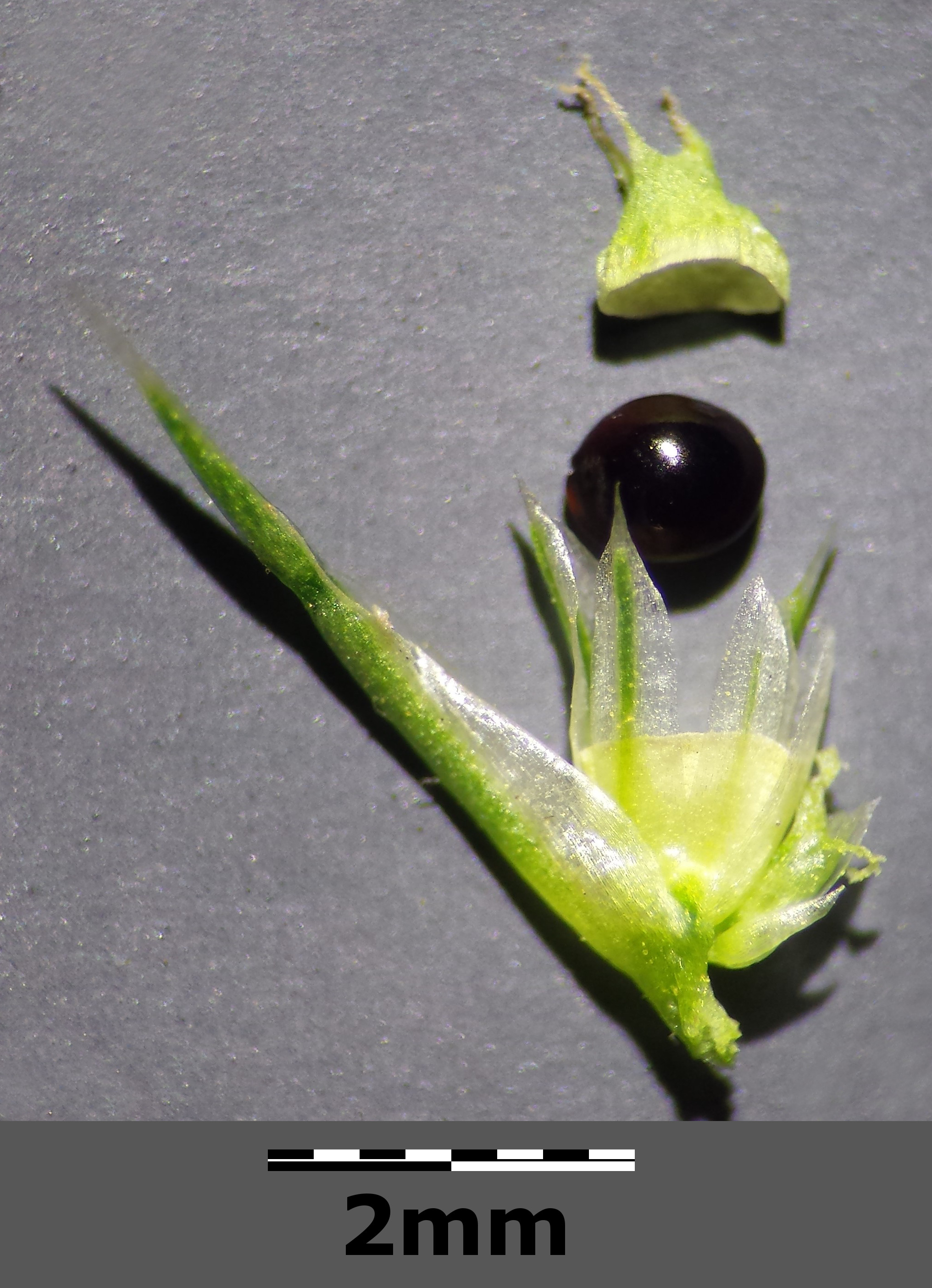
Fruit ouvert et graine.

## Distribution
L'aire de répartition originelle d'Amaranthus powellii comprend le sud-ouest des États-Unis et les régions limitrophes du Mexique.
L'espèce s'est répandue dans la quasi-totalité des régions tempérées d'Amérique du Nord, et a été introduite dans l'Ancien Monde. Cependant sa distribution réelle est probablement sous-estimée, car l'espèce a été souvent confondue dans la littérature avec Amaranthus hybridus.
Amaranthus powellii est également présente en Australie occidentale.

## Taxinomie

### Synonymes
Selon Flora of Eastern Washington and Adjacent Idaho :
- Amaranthus bracteosus Uline & W. L. Bray
- Amaranthus powellii S. Watson ssp. bouchonii (Thell.) Costea & Carretero
- Amaranthus powellii S. Watson ssp. powellii
- Atriplex retroflexus L. var. powellii (S. Watson) B. Boivin

### Liste des sous-espèces
Selon Tropicos (15 avril 2016) (Attention liste brute contenant possiblement des synonymes) :
- Amaranthus powellii subsp. bouchonii (Thell.) Costea & Carretero
- Amaranthus powellii subsp. cacciatoi (Aellen & Cacciato) Iamonico

## Résistance aux herbicides
Depuis 1977, onze populations d'Amaranthus powellii ont été signalées comme résistantes à des herbicides dans divers pays d'Europe et d'Amérique du Nord (Canada, États-Unis, France, République tchèque, Suisse). Les herbicides concernés appartiennent aux groupes B (inhibiteurs de l'ALS), C1 et C2 (inhibiteurs de la photosynthèse au niveau du photosystème II) de la classification HRAC des herbicides.
Dans trois cas, il s'agissait de résistance multiple impliquant deux modes d'actions.